# Prix du Gouverneur général : littérature jeunesse de langue anglaise - illustration
Voici une liste des lauréats du prix littéraire du Gouverneur général dans la catégorie littérature jeunesse de langue anglaise - illustration. Ce prix fut décerné pour la première fois en 1987, en même temps que le prix du Gouverneur général : littérature jeunesse de langue française - illustration.

## Liste des lauréats
- 1987 - Marie-Louise Gay, Rainy Day Magic
- 1988 - Kim LaFave, Amos's Sweater
- 1989 - Robin Muller, The Magic Paintbrush
- 1990 - Paul Morin, The Orphan Boy
- 1991 - Joanne Fitzgerald, Doctor Kiss Says Yes
- 1992 - Ron Lightburn, Waiting for the Whales
- 1993 - Mireille Levert, Sleep Tight, Mrs. Ming
- 1994 - Murray Kimber, Josepha:  A Prairie Boy's Story
- 1995 - Ludmila Zeman, The Last Quest of Gilgamesh
- 1996 - Eric Beddows, The Rooster's Gift
- 1997 - Barbara Reid, The Party
- 1998 - Kady MacDonald Denton, A Child's Treasury of Nursery Rhymes
- 1999 - Gary Clement, The Great Poochini
- 2000 - Marie-Louise Gay, Yuck, A Love Story
- 2001 - Mireille Levert, Island in the Soup
- 2002 - Wallace Edwards, Alphabeasts
- 2003 - Allen Sapp, The Song Within My Heart
- 2004 - Stéphane Jorisch, Jabberwocky
- 2005 - Rob Gonsalves, Imagine a Day
- 2006 - Leo Yerxa, Ancient Thunder
- 2007 - Duncan Weller, The Boy from the Sun
- 2008 - Stéphane Jorisch, The Owl and the Pussycat
- 2009 - Jirina Marton, Bella's Tree
- 2010 - Jon Klassen, Cats' Night Out
- 2011 - Cybèle Young, Ten Birds
- 2012 - Isabelle Arsenault, Virginia Wolf
- 2013 - Matt James, Northwest Passage
- 2014 - Jillian Tamaki, Cet été-là (This One Summer)
- 2015 - JonArno Lawson and Sydney Smith, Sidewalk Flowers
- 2016 - Jon-Erik Lappano and Kellen Hatanaka, Tokyo Digs a Garden
- 2017 - David Robertson et Julie Flett, When We Were Alone
- 2018 - Jillian Tamaki, They Say Blue
- 2019 - Sydney Smith, Small in the City
- 2020 - The Fan Brothers (Terry, Eric et Devin Fan), The Barnabus Project
- 2021 - David A. Robertson et Julie Flett, On the Trapline
- 2022 - Naseem Hrab et Nahid Kazemi, The Sour Cherry Tree[1]